# Carlos TMori
Carlos Trigueros Mori (Valladolid, 14 de enero de 1970) conocido como Carlos TMori, es un artista visual español, comisario de exposiciones y teórico especialista en arte contemporáneo y vídeo arte. Es un pionero en la investigación sobre las prácticas domésticas en el arte audiovisual en España, sus artículos se han publicado en revistas, medios y estudios de ámbito nacional e internacional, además de ser analista y redactor para la distribuidora de videoarte Hamaca desde 2006.

## Trayectoria
Doctor en Bellas Artes por la Universidad Complutense de Madrid, con la tesis doctoral Video Arte Doméstico en España. Es licenciado en Bellas Artes y en Comunicación Audiovisual por la Universidad de Salamanca. Especialista en videoarte, ha impartido docencia en la Universidad Complutense de Madrid y en la Universidad Antonio de Nebrija, ha sido profesor colaborador en la Universidad Abierta de Cataluña y actualmente es profesor contratado doctor en la Facultad de Bellas Artes de la Universidad de Salamanca. Es además, investigador y comisario de arte contemporáneo.
Su obra en vídeo parte de su experiencia con la plástica del ruido, de investigar sobre lo doméstico, sobre el audiovisual no reglado y sobre las distorsiones de la identidad propia o ajena. En torno al ruido desde 2016 desarrolla diariamente el proyecto #glitchdiary en Instagram, un dietario visual de imágenes generadas a través de ruido electrónico o glitch. Así mismo, en torno al ruido electrónico desarrolla gran parte de su obra videográfica desde 1985, por ejemplo con sus proyectos "Poder analógico" (2001-2011) o la serie en pintura y vídeo "Inestabilidad y metamorfosis". Esta última serie fue mostrada en la exposición colectiva "Barrocos y Neobarrocos. El infierno de la bello" comisariada por Javier Panera en 2005 para el Domus Artium 2002 junto a artistas como Franz Ackermann, Matthew Barney, Judith Barry, Nathan Carter, Jan Fabre, Robert Longo, Julie Mehretu, Juan Muñoz, Erwin Olaf, Tony Oursler, Julian Rosefeldt, Thomas Schütte, Sam Taylor-Wood o Bill Viola entre otros. Su obra ha sido seleccionada en el Festival de Vídeo de Navarra en 1998, el Certamen Nacional de Fotografía Injuve en 1999 y exhibida en festivales internacionales como el OVNI de Barcelona, el Punto y Raya Festival de Barcelona, el EXis Experimental Film Festival de Seúl o el Thai Short & Film Festival en Bangkok. Se han organizado dos retrospectivas de su trabajo en vídeo, en 2002 en Casa de América, Madrid y en 2012 en el Museo Patio Herreriano de Valladolid, además de haber sido premiado por Plataforma de Apoyo al Arte en Castilla y León (P4), formada por los cuatro museos de arte contemporáneo de Castilla y León y un jurado compuesto por Manuel Segade, Leire Vergara y Jorge Diez.
Ha sido fundador de colectivos de artistas como "Elektronova" (2004 - 2016) o "La Voz de Mi Madre" (1989-2001). En palabras de Carlos TMori: “Muchos de los artistas socios de La Voz de Mi Madre utilizan como espacio y materia de trabajo la ciudad, las intervenciones urbanas. Realizan obras cuya base es pervertir la visión habitual del entorno, bien con la publicidad de las calles, bien incorporando objetos, fotos, pinturas, etc. La intención es crear con los elementos que conforman nuestro ambiente cotidiano y procurar hacer llegar todo tipo de propuestas artísticas a todos los ciudadanos." Junto al artista Chema Alonso compone el colectivo "Equipo Moral", que desde 1991 lleva a cabo muestras de Live Cinema y realizaciones de vídeo arte mostradas en la exposición individual "Miedo del Medio" en 2004 el Domus Artium 2002 de Salamanca, en la exposición colectiva Metrópolis, 30 años en vanguardia o en el Festival Punto y Raya de 2018.
Su obra y archivo forma parte de las colecciones y fondos de la Filmoteca de Castilla y León, del Domus Artium 2002, del Museo de Arte Contemporáneo de Castilla y León (MUSAC) o del catálogo de la plataforma de audiovisual experimental Hamaca.

## Comisariado de exposiciones
Ha comisariado numerosas exposiciones tanto individuales, como el caso de la exposición "La Luz y la Furia" del artista Rubén Rodrigo en el Domus Artium de Salamanca 2002 en 2018, y colectivas para diferentes instituciones y organizaciones culturales,  como la exposición "Hacia el fin de la tranquilidad. Memoria colectiva de 1999 a 2008 en el vídeo de la colección CA2M" de Madrid, en 2018 en el Espacio de Arte Contemporáneo de Castellón con artistas como Sigalit Landau, Aernout Mik, Yoshua Okón, Cao Guimarães, Kaoru Katayama, Pedro Ortuño, Rosalía Banet, Annika Larsson, Leopold Kessler, Cristina Lucas, Fernando Sánchez Castillo, Los Torreznos, Dionisio González o Karmelo Bermejo.
Con motivo del décimo aniversario del Museo de Arte de Castilla y León, MUSAC, en 2015 le fue encargada la investigación sobre su colección de videoarte realizando una evaluación de la misma y la selección “Hogar, dulce hogar” con artistas como Jacco Olivier, Anri Sala, Carles Congost, Cristina Lucas, Enrique Marty, Shoja Azari o Txomin Badiola y que fue mostrada en las ciudades de Ávila, Burgos León, Palencia, Ponferrada, Salamanca, Segovia, Soria, Valladolid y Zamora.
Ese mismo año 2015 comisarió la muestra colectiva “La casa” en el Domus Artium de Salamanca 2002 a partir de las colecciones de arte contemporáneo de la Fundación Coca-Cola, Juan Manuel Sáinz de Vicuña, y la del Ayuntamiento de Salamanca con obras de artistas como Abraham Lacalle, Ibon Aranberri, Michael Danner, Juan Ugalde, MP & MP Rosado, Bestué-Vives, Bruce Nauman, Guy Van Bossche, Santiago Sierra, Javier Utray, Lise Sarfati, Carlos Franco, Baltazar Torres, Xesús Vázquez, Pello Irazu, Jesús Portal, Elena Blasco, Concha Pérez, Joâo Penalva, Mabel Palacín, Gonzalo Puch, Javier Baldeón, Miguel Ángel Gaüeca, João Penalva, Candida Höfer, Patricia Dauder, Manuel Sáez, Liam Gillick, Chema Madoz, Pablo Genovés, Tere Recarens, Javier Núñez Gasco, Teresa Moro, Lorna Simpson, Marina Núñez, Gonzalo Sicre, Juan Muñoz, Roland Fischer, Ferrán García Sevilla, Kate Bright, Tom Hunter o Cristina Martín Lara, entre otros.
Como experto en vídeo doméstico ha sido director y comisario del festival "Home Movie Day" en sus ediciones en Salamanca. El Día Internacional de cine / vídeo doméstico se celebró en diferentes espacios de la ciudad durante seis años (2010 - 2015) incluyendo la muestra “Vídeo domésticos de artistas” (2013 - 2015) que reunía a artistas españoles de distintas prácticas, con muy distintas trayectorias y objetivos, pertenecientes a diferentes generaciones y que difícilmente coincidirían en una misma exposición, pero que realizan vídeo doméstico durante sus momentos de ocio. Diferentes miradas sobre asuntos cotidianos que se distinguen del resto de producciones caseras por tratar unas temáticas poco ortodoxas en el género doméstico. Miradas prosaicas, que están más allá de su oficio de artista, aunque inevitablemente puntualizadas por modos de hacer particulares como los de Chechu Álava, Menchina Ayuso, Cecilia Barriga, José María Benéitez, Carlos Ceesepe, Javier Codesal, Ramón Churruca, Gabriel Díaz Romero, Marisa González, Rosa Hernández Fraile, Eugenio Merino, Silvia Prada, Enrique Piñuel o Txuspo Poyo. 
El programa de Televisión Española Metrópolis realizó varios monográficos sobre el “Día Internacional de cine / vídeo doméstico” con el fin de reflexionar sobre la revalorización y la artisticidad del video, principalmente el realizado sin productoras y con cámaras domésticas.
En 2011, comisarió junto a Nekane Aramburu la exposición "Caras B de la Historia del Vídeo Arte en España", exposición producida por la Dirección de Relaciones Culturales y Científicas de la Agencia Española de Cooperación Internacional para el Desarrollo (AECID). Esta muestra refleja la historia no oficial del vídeo arte en España a través de la obra videográfica de más de 60 artistas, entre ellos Salvador Dalí, Eugeni Bonet, Paloma Navares, Juan Crego, Clemente Calvo, Francisco Ruiz de Infante, Lluís Escartín, Jana Leo, Campanilla, Estíbaliz Sádaba, Gabriel Villota o Eulalia Valldosera entre otros. La exposición "Caras B de la Historia del Vídeo Arte en España" ha itinerado al Instituto Cervantes de Sídney, Australia, al Thai Short  & Film Festival en Bangkok, Tailandia, al EXis Experimental Film Festival de Seúl, Corea del Sur o a la Bienal de Arte Contemporáneo DAK'ART en Dakar, Senegal entre otros lugares.

## Publicaciones
Ha publicado artículos y textos en numerosos medios, entre ellos la revista Acción Paralela con el artículo "Video doméstico y bricolaje electrónico"  o en la revista Tábula con el título "Pornografía doméstica. El sexo a través del audiovisual casero". Además, desde el año 2006 colabora con la plataforma de audiovisual experimental Hamaca, en la elaboración de textos analíticos sobre arte audiovisual o como miembro del comité de selección de su convocatoria de artistas en 2013 que se llevó a cabo en el Museo Nacional Centro de Arte Reina Sofía.
Además, ha participado en diversas publicaciones especializadas en arte contemporáneo, vídeo arte y arte audiovisual como con el capítulo "Aproximaciones contemporáneas al hogar" incluido en el libro Secuencias de la experiencia, estadios de lo visible, editado por Ana Martínez-Collado, José Luis Panea y la Universidad de Castilla-La Mancha en 2017. Además contribuyó con el capítulo "La domesticación digital. Una articulación del vídeo arte doméstico en España" incluido en Narrativas digitales y tecnologías de la imagen editado por Menene Gras y Casa Asia en 2012.
Autor junto a Nekane Aramburu del libro Caras B de la Historia del Vídeo Arte en España, libro que ha sido señalado por algunos autores como esencial para entender la historia del arte audiovisual en España. Este libro incluye textos analíticos sobre las obras videográficas de más de 60 autores, así como ensayos firmados por Laura Baigorri, Albert Alcoz, Susana Blas o Jacobo Sucari. Otras contribuciones a publicaciones colectivas son sus ensayos "Sobre colectivos de artistas y espacios independientes para el arte visual en Castilla y León", o los artículos "Vídeo doméstico" o "Devídeo 0.3" incluidos en el volumen Encuentros sobre vídeo, de la experimentación a la creación audiovisual, encuentros que codirigió en la Facultad de Bellas Artes de Salamanca, de 1998 a 2000.